# Thiéblemont-Farémont
Thiéblemont-Farémont ist eine Gemeinde mit 512 Einwohnern (Stand: 1. Januar 2022) in der Region Grand Est (vor 2016: Champagne-Ardenne) im Nordosten Frankreichs. Sie gehört zum Département Marne, zum Arrondissement Vitry-le-François, und ist Teil des Kantons Sermaize-les-Bains (bis 2015: Kanton Thiéblemont-Farémont).

## Geographie
Thiéblemont-Farémont liegt etwa 17 Kilometer westnordwestlich von Saint-Dizier. Umgeben wird Thiéblemont-Farémont von den Nachbargemeinden Favresse im Norden und Nordwesten, Haussignémont im Norden, Heiltz-le-Hutier im Osten, Orconte im Süden, Matignicourt-Goncourt im Südwesten sowie Écriennes im Westen.
Durch die Gemeinde führt die Route nationale 4.

## Geschichte
1862 wurden die Ortschaften Thiéblemont und Farémont zur heutigen Gemeinde zusammengeschlossen.

## Bevölkerungsentwicklung
| 1962                       | 1968 | 1975 | 1982 | 1990 | 1999 | 2006 | 2013 | 2018 |
| -------------------------- | ---- | ---- | ---- | ---- | ---- | ---- | ---- | ---- |
| 346                        | 405  | 436  | 579  | 587  | 601  | 535  | 557  | 533  |
| Quellen: Cassini und INSEE |      |      |      |      |      |      |      |      |

## Sehenswürdigkeiten
- Kirche Notre-Dame in Farémont aus dem 15. Jahrhundert, Monument historique seit 1915
- Kirche Saint-Laurent in Thiéblemont aus dem 15. Jahrhundert

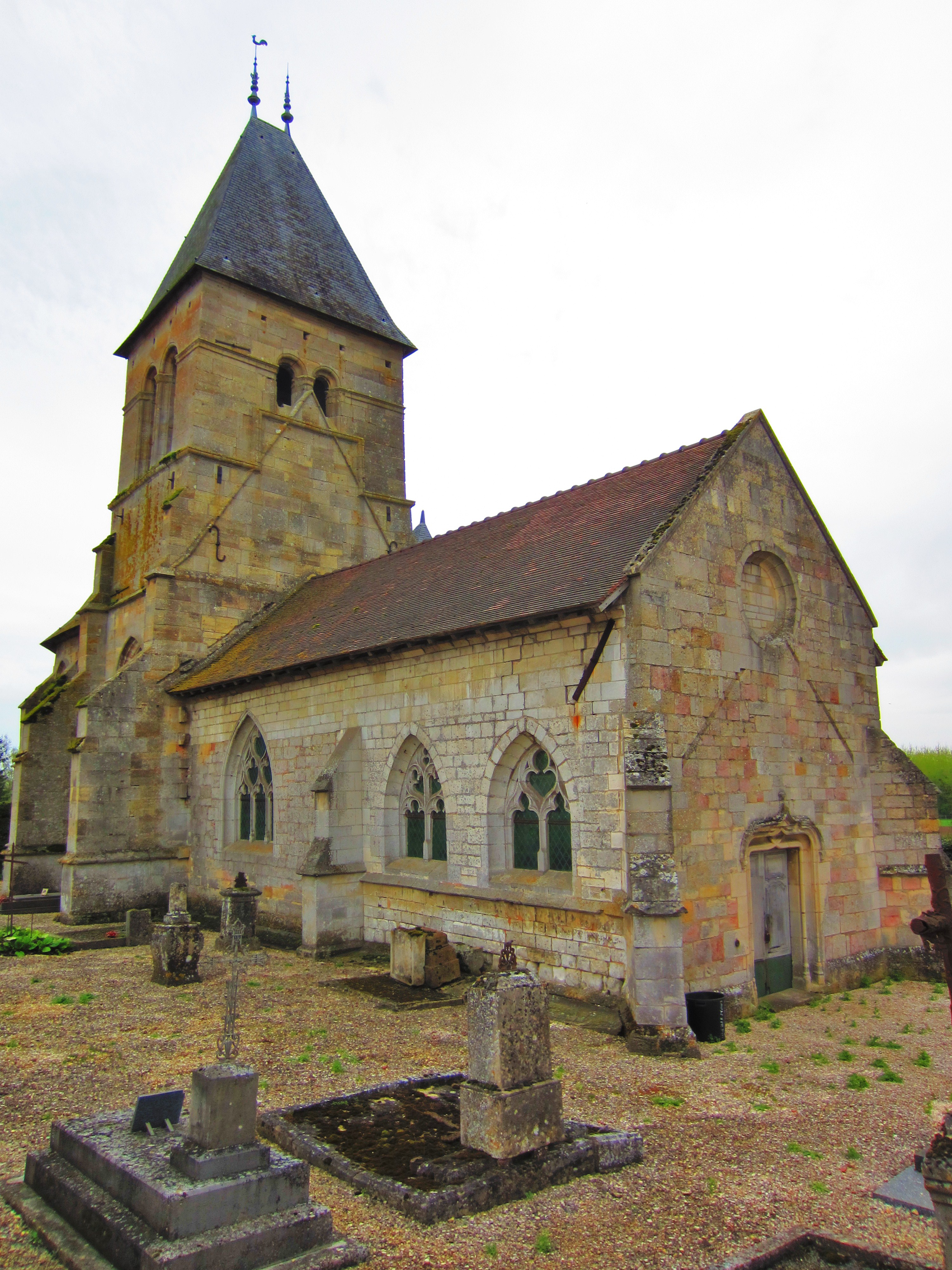
Kirche Notre-Dame